# 항공기상군
항공기상군(일본어: 航空気象群 고쿠키쇼군[*], 영어: Air Weather Group)은 도쿄도 후추시 후추 기지에 본부를 두고 있는 항공자위대 항공지원집단 산하 기상 부대이다. 홋카이도부터 오키나와까지 각 기지에 배치된 기상대는 기상 관측용 장비로 기상 정보를 수집하고 일기예보로 하여금 각 부대에 전달한다.

## 역사
1957년 8월 1일, 후추 기지에서 항공보안관제기상군으로 창설되었다.
1961년 7월 15일, 상위 조직인 항공보안관제기상군이 보안관제기상단으로, 부대는 기상군으로 재편성되었다.
1984년, 기상군에 부사령 보직이 신설되었다.
1989년 3월 16일, 보안관제기상단, 수송항공단이 폐지되고 항공보안관제군, 항공구난단과 함께 새로이 창설된 항공지원집단으로 전속하였다.
2012년 3월 26일, 주일 미군 재편성과 관련하여 2011년 중기 방위 역량 정비계획에 따라 항공총대가 요코타 기지로 이사하면서 기상 지원을 위해 요코타 기상대가 창설되었다. 기상업무대와 기상통신대를 주스(中枢) 기상대로 병합하였다. 후추 기지 사령 보직 및 기지 업무 기능을 방공지휘군로부터 이관받았다. 후추 기지업무대가 항공기상군으로 전속하였다.

## 산하 부대
별도의 창설 날짜가 없는 산하 기상대는 1957년 9월 2일에 기상분견대로 편성을 끝마치고, 2년 뒤의 1959년 6월 1일에 기상대로 재편성되었다.

### 현재
- 군 본부 - 후추 기지
- 주스(中枢) 기상대 - 후추 기지
- 지토세 기상대 - 지토세 기지
- 미사와 기상대 - 미사와 기지
  - 아키타 기상반 - 아키타 분둔기지; 1987년 3월 31일[2]
- 마쓰시마 기상대 - 마쓰시마 기지
- 고마쓰 기상대 - 고마쓰 기지; 1961년 2월 1일[2]
- 햐쿠리 기상대 - 햐쿠리 기지; 1965년 11월 20일[2]
- 도쿄 기상대 - 이치가야 기지
- 요코타 기상대 - 요코타 기지
- 이루마 기상대 - 이루마 기지
  - 니가타 기상반 - 니가타 분둔기지
- 시즈하마 기상대 - 시즈하마 기지; 1958년 8월 1일[2]
- 하마마쓰 기상대 - 하마마쓰 기지
- 기후 기상대 - 기후 기지
- 고마키 기상대 - 고마키 기지; 1958년 8월 1일[2]
- 미호 기상대 - 미호 기지
- 호후 기상대 - 호우기타 기지
- 아시야 기상대 - 아시야 기지; 1960년 8월 1일, 임시 아시야 기상대; 1961년 2월 1일 정식 부대화.[2]
- 쓰이키 기상대 - 쓰이키 기지
- 가스가 기상대 - 가스가 기지; 1959년 11월 1일[2]
- 뉴타바루 기상대 - 뉴타바루 기지; 1957년 12월 20일[2]
- 나하 기상대 - 나하 기지; 1972년 10월 11일; 1973년 10월 16일, 정식 부대화.[2]
- 이동기상대; 1962년 11월 12일
- 기지업무대 - 후추 기지
  - 총괄반
  - 통신소대
  - 보급소대
  - 시설소대
  - 관리소대
    - 수송반
    - 경비반

  - 업무소대
    - 위생반
    - 급양반

  - 회계소대
  - 위생소대

### 과거
- 센다이 기상대 - 1963년 3월 15일
- 우쓰노미야 기상대 - 1963년 10월 22일
- 고즈키 기상대 - 1964년 8월 1일
- 이와쿠니 기상대; 1964년 12월 1일 ~ 1967년 12월 1일
- 기사라즈 기상대; 1958년 10월 1일 ~ 19069년 4월 1일
- 기상업무대; 2012년 3월 26일, 주스(中枢) 기상대로 병합됨.
- 기상통신대; 2012년 3월 26일, 주스(中枢) 기상대로 병합됨.

## 기록

### 계보
- 1961년 7월 15일, 航空気象群 키쇼군[*]→기상군
- 1989년 3월 16일, 航空気象群 고쿠키쇼군[*]→항공기상군

### 소속
1. 항공보안관제기상군; 1957년 8월 1일
2. 보안관제기상단; 1961년 7월 15일
3. 항공지원집단; 1989년 3월 16일

## 같이 보기
- 중앙관제기상대, 육상자위대

## 인용
1. ↑  “航空気象群の役割｜航空気象群” (일본어). 2025년 4월 2일에 확인함.
2. 1 2 3 4 5 6 7 8 9 10 11 12 13 14  “航空気象群の沿革｜府中基地” (일본어). 2025년 4월 2일에 확인함.
3. ↑  “組織｜航空気象群” (일본어). 2025년 4월 2일에 확인함.